# Aurelio Lampredi
Aurelio Lampredi (Livorno, 16 giugno 1917 – Livorno, 1º giugno 1989) è stato un ingegnere italiano famoso progettista di motori per vetture da competizione e di grande serie.

## Biografia

### Gli inizi
Per volere del padre Aurelio abbandonò il sogno giovanile di frequentare il conservatorio per divenire direttore d'orchestra, diplomandosi invece all'Istituto Tecnico Superiore di Friburgo (Svizzera). Iniziò la sua carriera lavorativa come disegnatore presso i Cantieri Navali di Livorno, per poi essere assunto all'ufficio progetti della Piaggio di Pontedera, nel 1937, alle dirette dipendenze dell'ing. Corradino D'Ascanio, dove nacque la sua passione per i motori. Lasciò la Piaggio per assumere un importante incarico tecnico presso le Fonderie Bassoli e fu poi assunto alle Officine Meccaniche Reggiane-Caproni a Reggio Emilia, lavorando nella progettazione per tutto il periodo della seconda guerra mondiale sotto la guida di validi calcolatori del calibro di Edmondo Del Cupolo e Carlo Ruini, a fianco di Camillo Battisti, figlio del patriota Cesare. Fu proprio Ruini che, nel 1946, segnalò Lampredi a Enzo Ferrari, quale promettente ingegnere motorista.

### L'esperienza a Maranello
Nel settembre del 1946 passò alla Ferrari dove rimase fino al 1947; dopo accesi contrasti con gli allora progettisti senior Giuseppe Busso e Gioachino Colombo, Lampredi decise di provare l'esperienza di un impiego tranquillo alla milanese Isotta Fraschini, assicurando la sua disponibilità a tornare in Ferrari, quando si fossero realizzate le condizioni per lavorare in autonomia. Dopo soli sette anni, richiamato dal Drake, Lampredi rientrò a Maranello, dato che Busso era tornato all'Alfa Romeo e Colombo aveva avviato uno studio professionale che forniva consulenza sia all'Alfa che alla Ferrari. 
Rimasto solo, Lampredi si dedicò allo sviluppo delle evoluzioni del primo motore 12 cilindri. Tale motore, a differenza del motore V12 progettato da Gioachino Colombo, nasceva con cilindrata di 4500cc (cilindrata unitaria 375cc) e venne poi ridotto anche a 3000cc. Questo propulsore aveva diverse peculiarità tecniche, prima fra tutte le canne dei cilindri avvitate nella testa. Tale tipologia di architettura permetteva di non utilizzare guarnizioni di tenuta sulla testata (allora deboli) e aumentare considerevolmente il rapporto di compressione (8,5:1 sulle prime Ferrari 250 Europa).
Proprio il motore di 4.500cc regalò alla Ferrari il primo successo, montato sulla Tipo 375 F1 pilotata a Silverstone da José Froilán González. In precedenza Lampredi aveva progettato anche un 3.300cc e un 4.100cc.
Si dedicò successivamente allo sviluppo del progetto della Tipo 500 F2 che regalò alla Ferrari due titoli mondiali, con pilota Alberto Ascari, nel 1952 e nel 1953.
Nel 1955 avvenne il famoso "scontro silente" con Enzo Ferrari, durante la prova al banco del nuovo motore a due cilindri; avviato il motore, questo decollò letteralmente verso il tetto della sala prove. In seguito all'episodio, il progettista decise che era giunto il momento di cambiare e approdò alla FIAT, nel 1956.

### La consacrazione in Fiat e il "bialbero"
Assunto dalla FIAT, Aurelio Lampredi si dedicò allo sviluppo e all'ideazione di motori per le vetture di grande serie prodotte dalla casa torinese in quegli anni. Si può dire che fu uno dei più grandi motoristi che lavorarono alla Casa torinese, in quanto diede vita a generazioni di motori particolarmente apprezzati per le loro caratteristiche di potenza, robustezza e longevità.
In particolare, fu il motore realizzato per la Fiat 124 che si distinse per la qualità del progetto, in quanto dallo stesso basamento vennero derivate molte serie di motori celebri per la loro brillantezza, elasticità e versatilità di utilizzo, con diverse soluzioni di distribuzione che, per la 124 del 1966, era ad aste e bilancieri con albero a camme laterale.
Su tale tipologia di motore venne messa in produzione - avveniristica per l'epoca, nel 1966 - la soluzione di comando della distribuzione bialbero a camme in testa, con cinghia dentata in gomma. 
Questo motore fu identificato con Lampredi sin dall'inizio della sua messa in produzione, tanto da essere poi comunemente conosciuto dagli automobilisti come il "bialbero Lampredi". Il motore, rimasto pressoché invariato nell'architettura di base (ma ovviamente aggiornato in molti elementi), rimase in produzione dal 1966 al 2000 in svariate cilindrate, equipaggiando moltissimi modelli di vetture FIAT e Lancia, inclusi veicoli commerciali, famose vetture sportive estreme e fuoristrada.
Un altro motore molto noto, ideato dal brillante progettista, fu il V6 montato sulla 130.
Suoi furono anche i progetti dei moderni motori con  monoalbero a camme in testa, mosso da cinghia dentata, nati per la Fiat 128 ( prima vettura a marchio Fiat dotata di trazione anteriore), che con cilindrate tra 1100 e 1500 furono utilizzati per oltre un trentennio.
È poi da sottolineare la messa a punto, nel 1977, del moderno motore 1050cc, che Lampredi operò in collaborazione con la filiale brasiliana FIAT di Belo Horizonte; questo motore fu montato sulla Fiat 127 seconda serie e su una versione della Ritmo, per la quale progettò anche il propulsore diesel.
Aurelio Lampredi rimase in FIAT fino al 1982, quando andò in pensione.

### L'Abarth e i rally
Lampredi, all'apice della carriera in FIAT, diventò amministratore unico dell'Abarth nel 1973, contribuendo ai grandi successi della Fiat 124 Abarth Rally e della Fiat 131 Abarth nei mondiali di rally; tali performanti vetture montavano proprio delle versioni corsaiole del famoso bialbero da lui progettato. Ricoprì la carica di Amministratore Unico fino al 1982.